# ريب إغان
ريب إغان (بالإنجليزية: Rip Egan) هو لاعب كرة قاعدة أمريكي، ولد في 9 يوليو 1871 في فيلادلفيا في الولايات المتحدة، وتوفي في 22 ديسمبر 1950 في كرانستون في الولايات المتحدة.

## وصلات خارجية
- ريب إغان على موقعبيزبول رفرنس.كوم (الدوري الرئيسي) (الإنجليزية)
- ريب إغان على موقعبيزبول رفرنس.كوم (الدوري الثانوي) (الإنجليزية)
- ريب إغان على موقع إي إس بي إن.كوم (أم.أل.بي) (الإنجليزية)